# Gerard Wessels
Gerard Wessels (1924-1999) est un athlète néerlandais, spécialiste du saut en longueur.

## Biographie
Il remporte la médaille d'argent du saut en longueur lors des championnats d'Europe d'athlétisme de 1950, à Bruxelles, devancé par l'Islandais Torfi Bryngeirsson.

### Palmarès
| Date | Compétition           | Lieu      | Résultat | Épreuve          | Performance |
| ---- | --------------------- | --------- | -------- | ---------------- | ----------- |
| 1950 | Championnats d'Europe | Bruxelles | 2e       | Saut en longueur | 7,22 m      |

### Records
| Épreuve          | Performance | Lieu      | Date         |
| ---------------- | ----------- | --------- | ------------ |
| Saut en longueur | 7,22 m      | Bruxelles | 26 août 1950 |